# 古井駅
古井駅（こびえき）は、岐阜県美濃加茂市森山町一丁目にある、東海旅客鉄道（JR東海）高山本線の駅。難読駅名のひとつでもある。駅名は美濃加茂市になる前の古井町にちなむ。

## 歴史

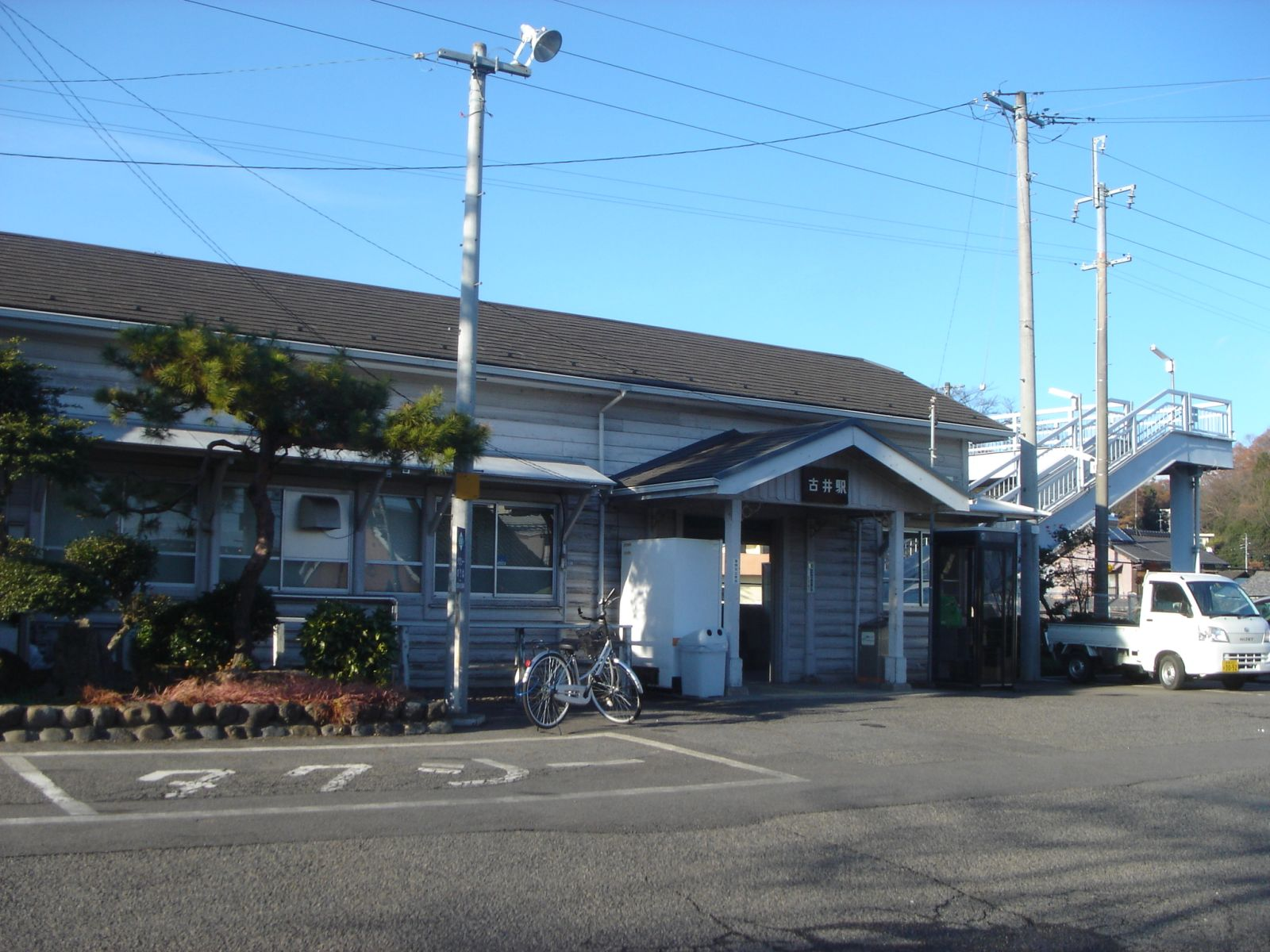
旧駅舎 (2007年)

- 1922年（大正11年）11月25日：高山線（1934年に高山本線に改称）美濃太田 - 下麻生間延伸時に開業。旅客および貨物の取扱を開始[2]。
- 1972年（昭和47年）11月1日：業務委託駅となる[3]。
- 1973年（昭和48年）4月20日：貨物の取扱を廃止[2]。
- 1984年（昭和59年）2月1日：荷物扱い廃止[2]。
- 1987年（昭和62年）4月1日：国鉄分割民営化により東海旅客鉄道（JR東海）の駅となる[2]。
- 2011年（平成23年）4月1日：簡易委託終了により無人化[1]。
- 2017年（平成29年）3月13日：新駅舎の使用開始。

## 駅構造

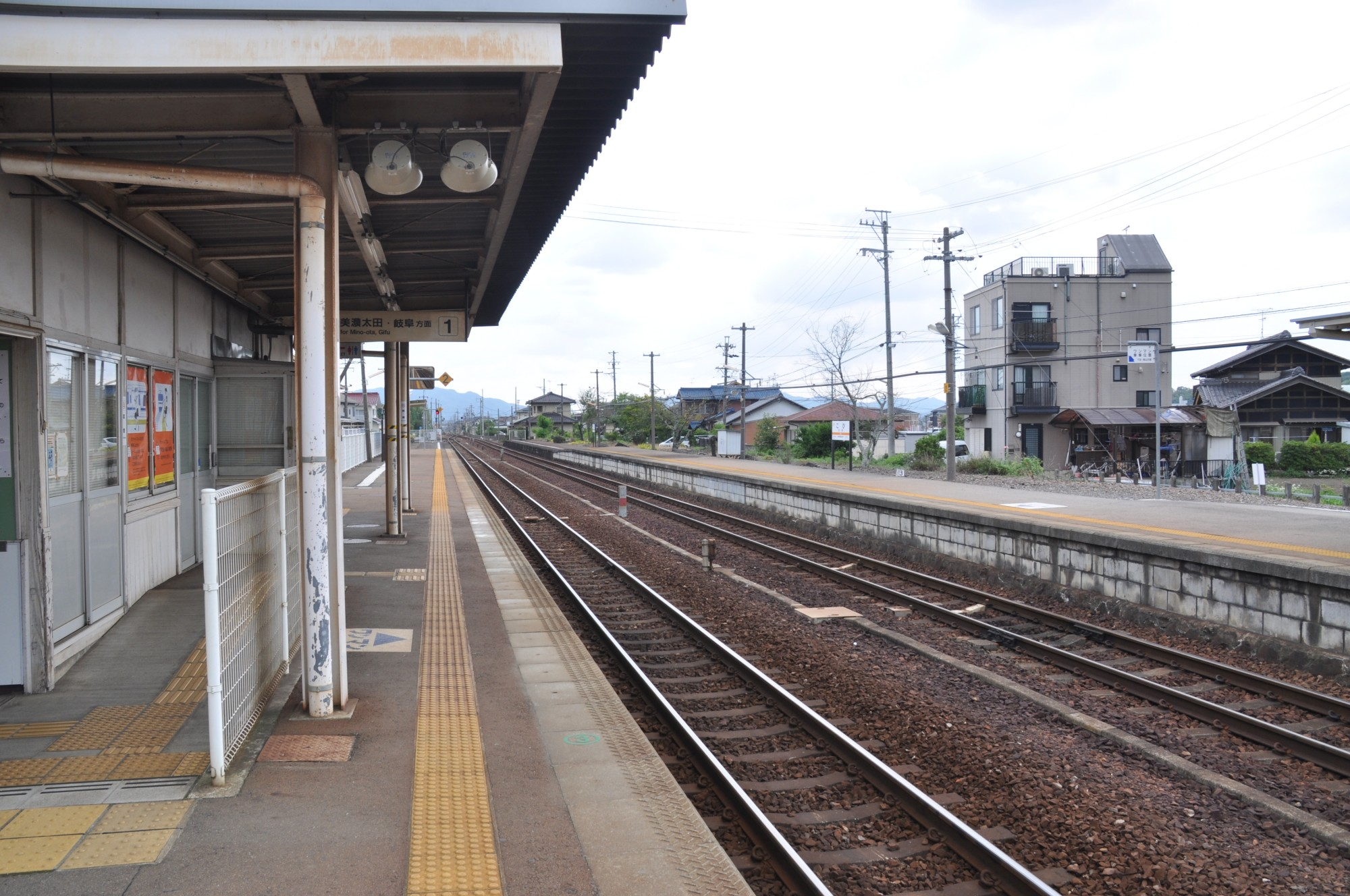
駅構内（2014年）

相対式ホーム2面2線を有する地上駅。高速通過（110km/h）可能な両開き分岐器（Y字ポイント）に取り換えられている。駅出入口は駅舎のある上りホーム側の他、下りホームにも通路がある。互いのホームは跨線橋で連絡している。
美濃太田駅管理の無人駅。かつては東海交通事業による簡易受託駅であったが、2011年（平成23年）3月31日をもって簡易委託は終了し無人化された。

### のりば
| 番線 | 路線        | 方向 | 行先               |
| ---- | ----------- | ---- | ------------------ |
| 1    | CG 高山本線 | 上り | 美濃太田・岐阜方面 |
| 2    | CG 高山本線 | 下り | 下呂・高山方面     |

## 利用状況
「岐阜県統計書」と「美濃加茂市統計書」によると、1日平均の乗車人員は以下の通りである。
| 年度   | 1日平均 乗車人員 |
| ------ | ---------------- |
| 2000年 | 501              |
| 2001年 | 495              |
| 2002年 | 444              |
| 2003年 | 442              |
| 2004年 | 458              |
| 2005年 | 483              |
| 2006年 | 487              |
| 2007年 | 477              |
| 2008年 | 456              |
| 2009年 | 428              |
| 2010年 | 424              |
| 2011年 | 400              |
| 2012年 | 402              |
| 2013年 | 381              |
| 2014年 | 382              |
| 2015年 | 369              |
| 2016年 | 362              |
| 2017年 | 348              |
| 2018年 | 335              |
| 2019年 | 314              |

## 駅周辺
ある程度住宅がある。駅裏手には水田が多い。高山本線を利用する周辺の高校の生徒のために自転車置き場がある。距離的にはぎふ清流里山公園に最も近い駅であるが、同公園へは美濃太田駅からバスのほうが便利である。

### 名所
- こびの天狗山・荒薙教

### 施設
- 古井郵便局
- 東濃信用金庫古井支店
- 十六銀行古井支店
- 美濃加茂市東図書館
- 岐阜地方法務局 美濃加茂支局
- 美濃加茂市立古井小学校
- 私立美濃加茂中学高等学校
- 岐阜県立加茂高等学校
- 岐阜県立加茂農林高等学校

### 交通
- あい愛バス「むくのき・そうきち線」「古井駅-可児川駅線」
- 国道41号

## 隣の駅
東海旅客鉄道（JR東海）
CG 高山本線
美濃太田駅 (CG07) - 古井駅 - 中川辺駅